# Паломар 14
Паломар 14 (Palomar 14, Pal 14) — шаровое звёздное скопление в созвездии Геркулеса. Данное скопление открыл в 1958 году С. ван ден Берг (англ. Sidney van den Bergh) и Х. Арп при изучении фотопластинок Паломарского обзора неба. Скопление имеет круглый диффузный вид, расположено во внешней части гало Млечного Пути. На 3-4 миллиарда лет моложе типичных шаровых скоплений Галактики.
Металличность скопления равна  [Fe/H] = −1,50, что показывает пониженное (по сравнению с Солнцем) содержание более тяжёлых чем гелий элементов. Полная масса звёзд главной последовательности скопления составляет 1340 ± 50 масс Солнца, полная масса наблюдаемых звёзд внутри радиуса, в пределах которого излучается половина светимости скопления, составляет 6020 ± 50 масс Солнца. Данные оценки представляют нижние границы для полной массы скопления. Медианное значение лучевой скорости звёзд скопления составляет 72,19 ± 0,18 км/с.
Поскольку скопление находится далеко во внешней части Млечного Пути, то данные о нём были использованы при тестировании теории модифицированной ньютоновской динамики. Данная теория является альтернативной гипотезой для обоснования формы кривых вращения галактик.